# Ectropis celsicola
Ectropis celsicola là một loài bướm đêm trong họ Geometridae.